# El fantasma de Canterville

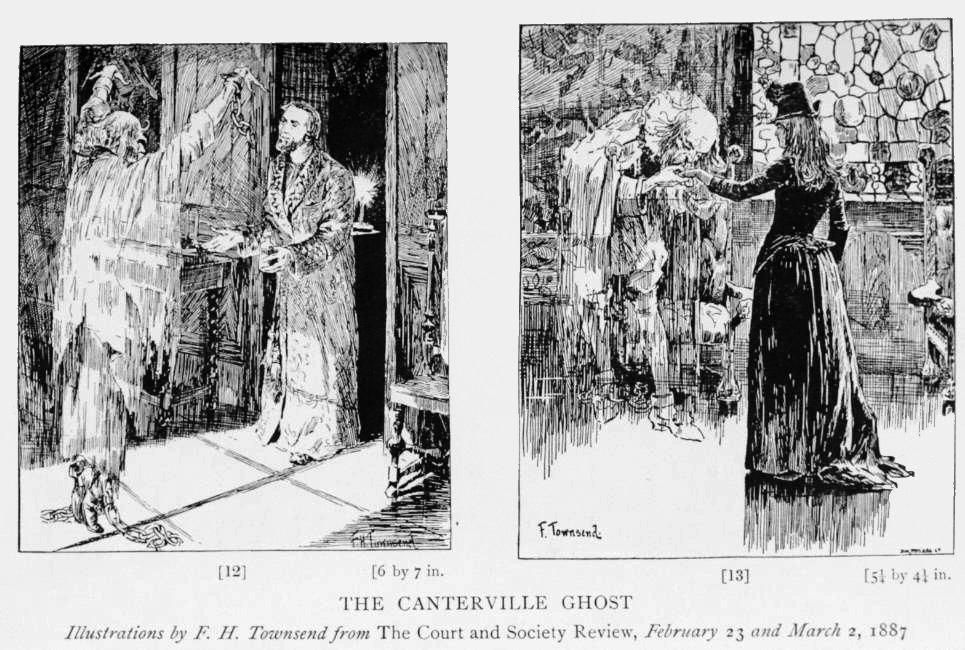
Il·lustracions de la primera edició del Fantasma de Canterville (1887)

El fantasma de Canterville (títol original en anglès: The Canterville Ghost) és una novel·la curta escrita per l'autor irlandès Oscar Wilde el 1887. Es va publicar per primera vegada a la revista literària The Court and Society Review. Es va publicar posteriorment al recull de contes i de narracions curtes El crim de lord Arthur Saville i altres relats (Lord Arthur Savile's Crime and Other Stories, títol original en anglès), el 1891.

## Argument
El senyor Hiram B. Otis, un ambaixador nord-americà, compra un castell anglès anomenat Canterville Chase, prop d'Ascot, Berkshire. El venedor, l'actual Lord Canterville, l'avisa i li diu que la casa està encantada i que l'habita el fantasma de Sir Simó, un avantpassat de lord Canterville. El Sr. Otis no creu en el fantasma i decideix ignorar les advertències del lord anglès. Poc després de traslladar-se a la casa amb la seva família, comencen a sentir sorolls de cadenes, apareix una taca de sang prop de la llar de foc i veuen diverses aparicions per la casa. A part d'ells, a la casa viu l'antiga majordoma, la Sra. Umney. Els Otis no s'espanten d'aquests fets, sinó que decideixen netejar la taca de sang una vegada i una altra, ja que reapareix dia rere dia, el sr. Otis ofereix lubricant per a les cadenes al fantasma, perquè no faci tant de soroll de nit, els bessons li llencen coses i la sra. Otis li ofereix xarop per al coll. El fantasma s'enrabia i es desespera, fins que la filla, Virginia, s'apiada d'ell i l'ajuda a passar a l'altre món.

## Adaptacions
- El fantasma de Canterville. Pel·lícula del 1944 dirigida per Jules Dassin i Norman Z. McLeod, amb Charles Laughton i Robert Young.
- El fantasma de Canterville. Pel·lícula del 1985 dirigida per William F. Claxton, amb Richard Kiley.
- El fantasma de Canterville. Pel·lícula (per a televisió) del 1986 dirigida per Paul Bogart, amb John Gielgud i Alyssa Milano.
- El fantasma de Canterville. Pel·lícula del 1995 dirigida per Sydney Macartney, amb Patrick Stewart i Neve Campbell.
- El fantasma de Canterville. Llargmetratge d'animació dirigit per Kim Burdon que està previst pel 2014. Stephen Fry i Hugh Laurie són els principals actors del doblatge.[1][2][3]

### Altres adaptacions
- El fantasma de Canterville. Adaptació per a televisió de la BBC del 1962, amb Bernard Cribbins.
- El fantasma de Canterville. Òpera del 1965-1966 d'Aleksandr Knàifel basada en el llibret de Tatiana Kramarova.
- El fantasma de Canterville. Musical de televisió de l'ABC del 1966, amb Douglas Fairbanks, Jr. i Michael Redgrave.
- El fantasma de Canterville (Кентервильское привидение). Curtmetratge de dibuixos animats, del 1970, de Soyuzmultfilm dirigida per Valentina Blumberg (Валентина Брумберг, 1899 - 1975) i Zinaida Blumberg (Зинаида Брумберг, 1900 - 1983).
- El fantasma de Canterville. Còmic de Classical Còmics editat el 2010.
- Canterville - The musical. Obra teatral musical de Flavio Gargano, Robert Steiner i Valentina De Paolis.
- El fantasma de Canterville. Cançó del músic argentí Nito Mestre.
- El fantasma de Canterville Sèrie de televisió de la BBC del 2021.